# Vochysia obidensis
Vochysia obidensis är en tvåhjärtbladig växtart som först beskrevs av Huber, och fick sitt nu gällande namn av Adolpho Ducke. Vochysia obidensis ingår i släktet Vochysia och familjen Vochysiaceae. Inga underarter finns listade i Catalogue of Life.